# R Sculptoris
R Sculptoris (R Scl) ist ein roter Riesenstern mit 355-fachen Sonnendurchmesser in einer Entfernung von rund 1500 Lichtjahren zur Sonne. entfernt im Sternbild Sculptor. Beobachtungen zeigen eine Spiralstruktur, die diesen Stern umgibt.
Der Stern ist pulsationsveränderlich und gehört zum Typ SRb mit einer Periode von 370 Tagen.